# Croisy-sur-Andelle
Croisy-sur-Andelle ist eine französische Gemeinde mit 517 Einwohnern (Stand 1. Januar 2022) im Département Seine-Maritime in der Region Normandie (vor 2016 Haute-Normandie). Sie gehört zum Arrondissement Dieppe und ist Teil des Kantons Gournay-en-Bray (bis 2015 Argueil).

## Geographie
Croisy-sur-Andelle liegt etwa 30 Kilometer östlich von Rouen an der Andelle und ihrem Zufluss Héron. Umgeben wird Croisy-sur-Andelle von den Nachbargemeinden Elbeuf-sur-Andelle im Nordwesten, Morville-le-Héron im Norden und Nordosten, La Haye im Osten, Le Tronquay im Südosten sowie Vascœuil im Süden und Westen.
Durch die Gemeinde führt die Route nationale 31.

## Bevölkerungsentwicklung
| Jahr                      | 1962 | 1968 | 1975 | 1982 | 1990 | 1999 | 2006 | 2013 |
| Einwohner                 | 301  | 308  | 283  | 358  | 438  | 525  | 518  | 557  |
| Quelle: Cassini und INSEE |      |      |      |      |      |      |      |      |

## Sehenswürdigkeiten

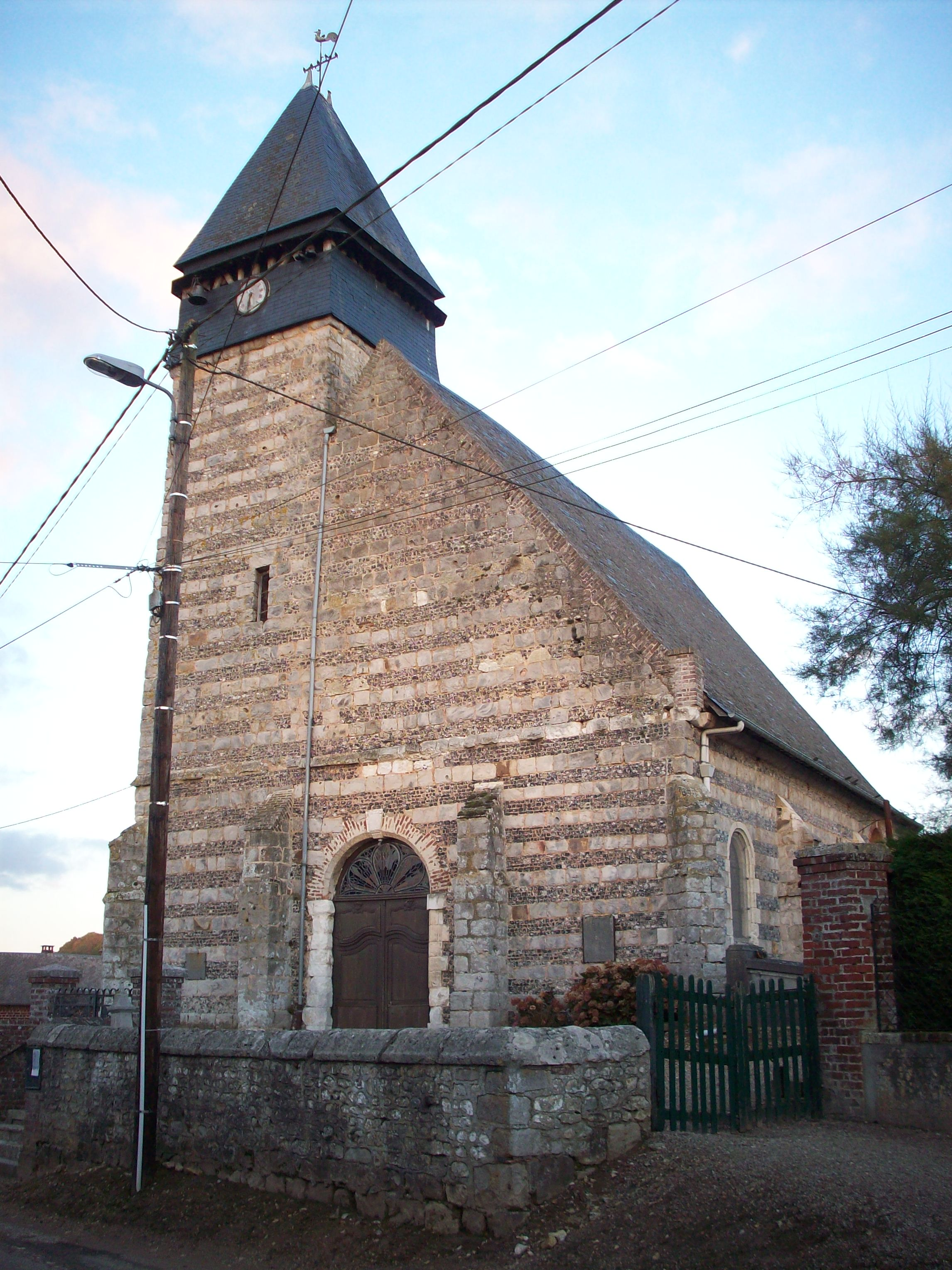
Kirche Notre-Dame

- Kirche Notre-Dame aus dem 17. Jahrhundert